# Conquista russa da Sibéria

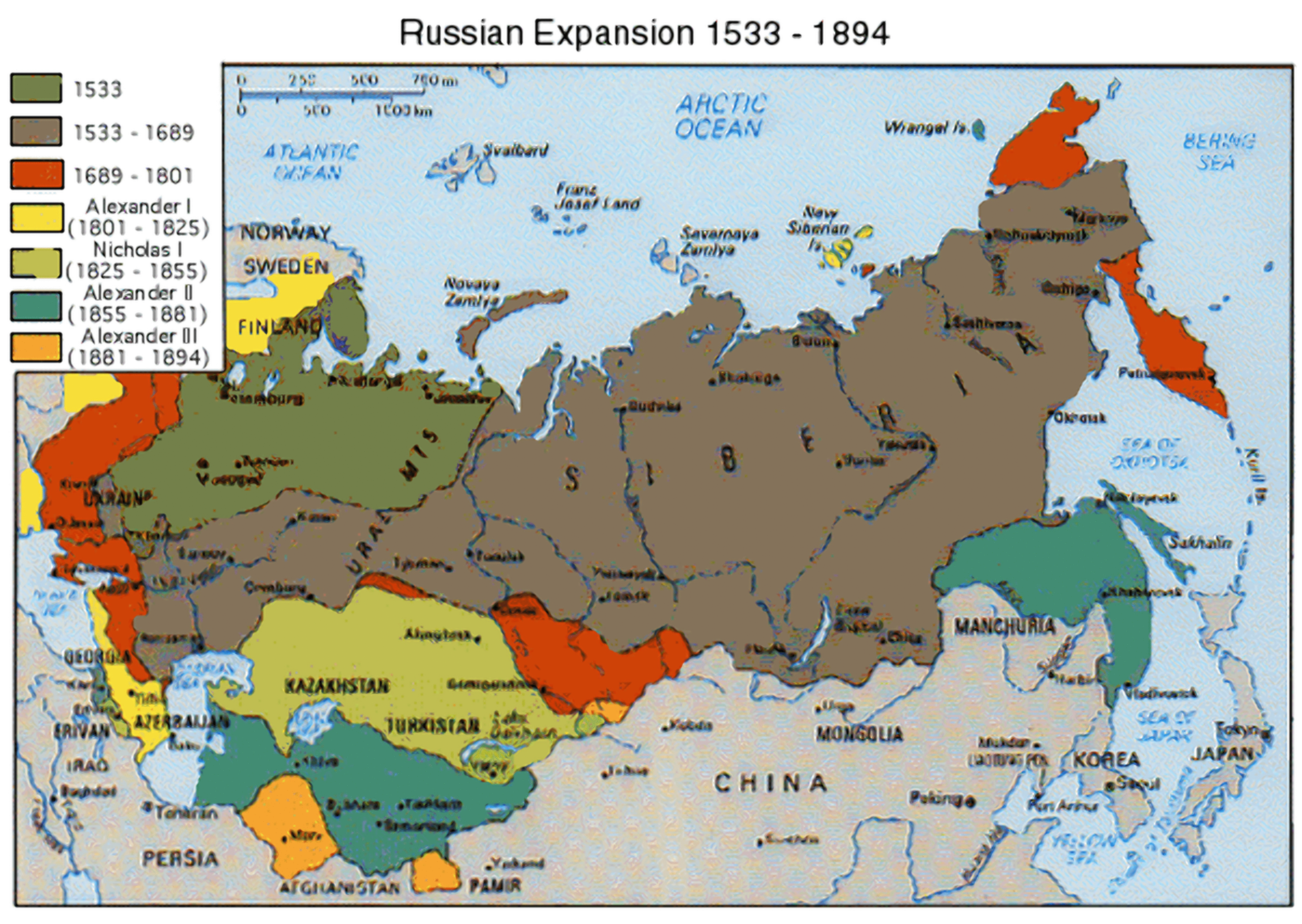
Mapa da Rússia de 1533 a 1896

A conquista russa da Sibéria ocorreu nos séculos XVI e XVII, quando o Canato da Sibéria tornou-se uma estrutura política solta da vassalagem que estava sendo prejudicada pelas atividades dos exploradores russos. No entanto, os russos tenham pressionado as várias tribos para mudar as suas alianças políticas e tenham estabelecido fortes distantes a partir dos quais realizavam incursões. Para contrariar isso, o Cã
Küçüm tentou centralizar seu governo impondo o Islã sobre seus assuntos e reformando seu sistema de coleta de impostos.

## História

### Conquista do Canato da Sibéria

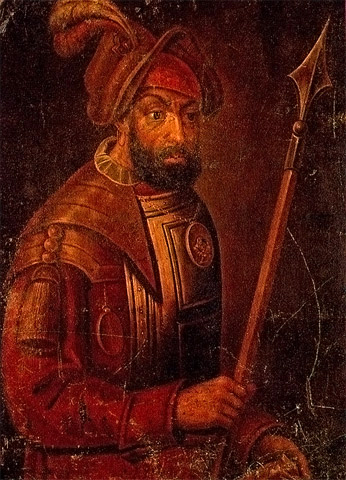
Ermak Timofeevitch líder cossaco célebre por sua exploração da Sibéria,que marcou o início da expansão e colonização russa

A conquista russa da Sibéria começou em julho de 1580, quando cerca de 540 cossacos sob o comando de Yermak Timofeyevich invadiram o território dos voguis, sujeitos a Küçüm, o Cã da Sibéria. Eles foram acompanhados por 300 trabalhadores escravos lituanos e alemães, que os Stroganovs compraram do czar. Ao longo de 1581, essa força atravessou o território conhecido como Yugra e subjugou as cidades dos voguls e dos ostíacos. Neste momento, eles também capturaram um cobrador de impostos de Küçüm.
Após uma série de ataques tártaros em retaliação contra o avanço russo, as forças de Yermak prepararam-se para uma campanha para levar Qashliq, a capital da Sibéria. A força embarcou em maio de 1582. Após uma batalha de três dias nas margens do rio Irtixe, Yermak foi vitorioso contra uma força combinada do Cã Küçüm e de seis príncipes tártaros aliados. Em 29 de junho, as forças cossacas foram atacadas pelos tártaros, mas novamente os repeliram.
Ao longo de setembro de 1582, o Cã reuniu suas forças para a defesa de Qashliq. Uma horda de tártaros da Sibéria, voguls e ostíacos reuniu-se no Monte Chyuvash para se defender contra os cossacos invasores. Em 1 de outubro, uma tentativa cossaca de assaltar o forte tártaro no Monte Chyuvash foi interrompida. Em 23 de outubro, os cossacos tentaram atacar o forte pela quarta vez, quando os tártaros contra-atacaram. Mais de uma centena de cossacos foram mortos, mas seus tiros forçaram o recuo tártaro e permitiram a captura de dois canhões inimigos. As forças do Cã recuaram e Yermak entrou Qashliq em 26 de outubro.
As tribos tártaras que eram submissas o Cã Küçüm sofreu vários ataques dos russos entre 1584-1595; no entanto, não seria pego. Finalmente, em agosto de 1598, o Cã Küçüm foi derrotado na Batalha de Urmin, perto do rio Ob.

### Exploração e expansão

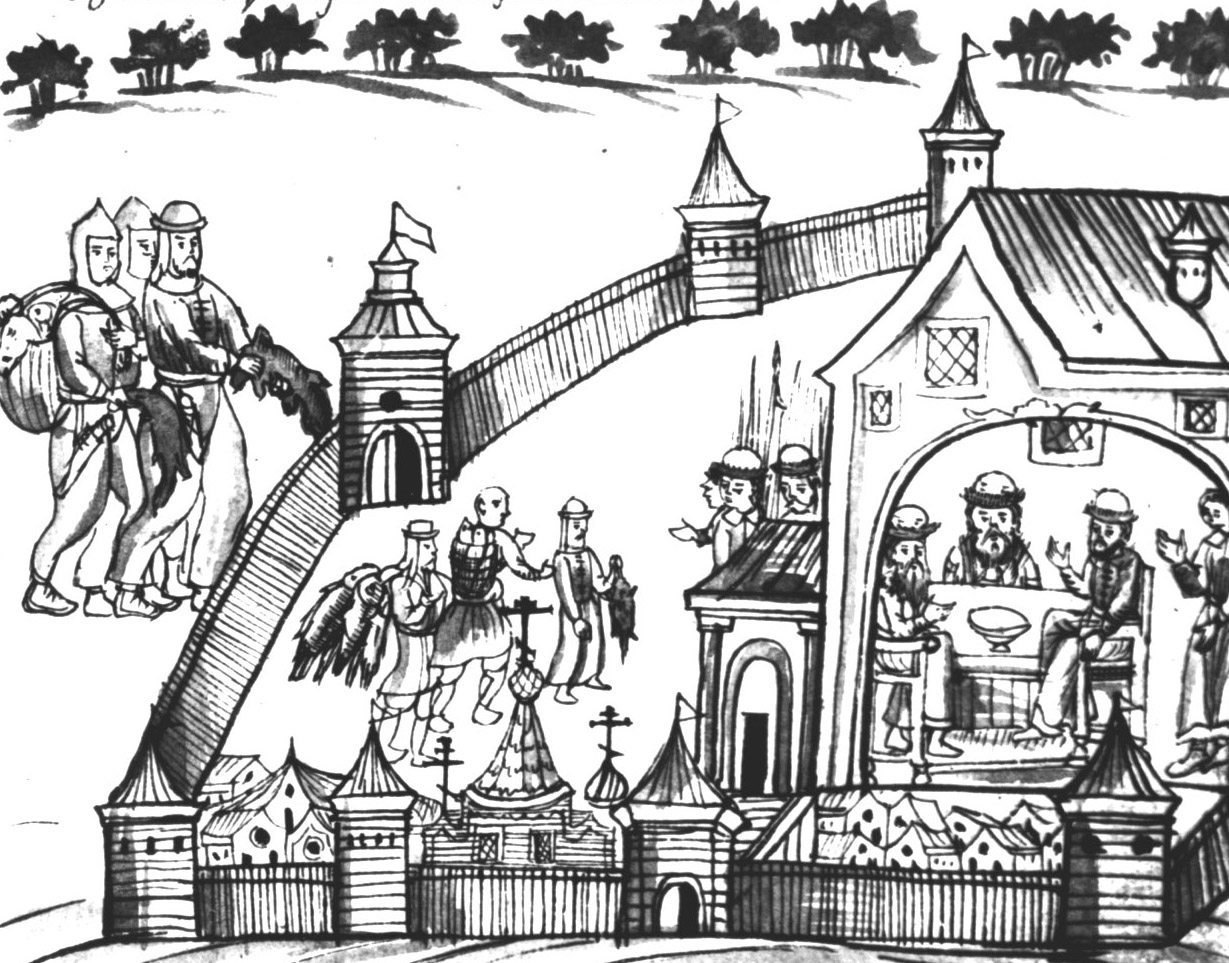
Voivodas muscovitas no novo forte de Tiumen

A fim de subjugar os nativos e recolher o yasak (tributo de peles), uma série de postos avançados (zimovie) e fortes (ostrogs) foram construídos nas confluências de grandes rios e córregos e portos importantes. O primeiro entre estes foi Tiumen e Tobolsk - o primeiro construído em 1586 por Vasilii Sukin e Ivan Miasnoi, e o segundo no ano seguinte por Danilo Chulkov. Tobolsk se tornaria o centro nervoso da conquista da região. Ao norte, Beryozovo (1593) e Mangazeya (1600-01) foram construídos para recolher tributos dos nenetses, enquanto ao leste Surgut (1594) e Tara (1594) foram estabelecidos para proteger Tobolsk e subjugar o governante do ostíacos. Destes, Mangazeya foi o mais proeminente, tornando-se uma base para uma maior exploração para o leste.
Avançando sobre o rio Ob e seus afluentes, os ostrogs de Ketsk (1602) e Tomsk (1604) foram construídos. Homens de Ketsk alcançaram o rio Ienissei em 1605, descendo para o rio Sym; dois anos depois, os comerciantes promyshlenniks desciam o rio Turukhan para a confluência com o Ienissei, onde estabeleceram o zimovie de Turukhansk. Em 1610, homens de Turukhansk chegaram à boca do Ienissei e ascenderam até o Sym, onde encontraram coletores de tributos de Ketsk, que eram rivais. Para garantir a subjugação dos nativos, os ostrogs de Yeniseysk (1619) e Krasnoiarsk (1628) foram estabelecidos.
Após a morte do Cã e a dissolução de qualquer resistência siberiana organizada, os russos avançaram primeiro para o lago Baikal e depois para o Mar de Ocótsqui e para o rio Amur. No entanto, quando chegaram pela fronteira chinesa, encontraram pessoas que estavam equipadas com peças de artilharia e ali pararam.
Os russos chegaram ao Oceano Pacífico em 1639. Após a conquista do Canato da Sibéria (1598), todo o norte da Ásia - uma área muito maior do que o velho canato - tornou-se conhecido como Sibéria e, em 1640, as fronteiras orientais da Rússia se expandiram por outros vários milhões de quilômetros quadrados. Em certo sentido, o canato viveu no título subsidiário "Tsar da Sibéria", que se tornou parte do estilo imperial completo dos autocratas russos.
A conquista da Sibéria também resultou na propagação de doenças. O historiador John F. Richards escreveu: "... é duvidoso que o total da população siberiana moderna tenha excedido 300.000 pessoas ... Novas doenças enfraqueceram e desmoralizaram os povos indígenas da Sibéria. A pior foi a varíola por causa de sua rapidez propagação, as altas taxas de mortalidade e a desfiguração permanente dos sobreviventes. [...] Na década de 1650, ela se mudou para o leste do Yenisey, onde levou 80% das populações de tungus e yakuts. Na década de 1690, epidemias de varíola reduziram os números de yukagir em cerca de 44%. A doença se moveu rapidamente de grupo para grupo em toda a Sibéria".